# Hieronymus Truhn
Friedrich Hieronymus Truhn (Elbing, 14 de novembre de 1811 - Berlín, 30 d'abril de 1886) fou un director d'orquestra i compositor alemany.
Fou deixeble de Klein, Dehu i Mendelssohn, encara que per poc temps. Durant molts anys dirigí l'orquestra del teatre de Leipzig i de 1848 a 1852 a Elbing. A Berlín fundà la Neu Liedertafel, més tard es traslladà a Rússia i, finalment, s'establí a Berlín.
A banda d'inspirats lieder i cors, va compondre l'òpera Trilby (Berlín, 1885); l'opereta Der vierjâhrige Pastor (Berlín, 1835), i el melodrama Kleopatra (1853). També es distingí com a crític musical, i, a més de nombrosos articles, publicà: Heber Gesangskunst el 1885.